# هارولد أكين
هارولد أكين (بالإنجليزية: Harold Akin)‏؛ مواليد 11 يناير 1945 في ماكالستر، هو لاعب كرة قدم أمريكية أمريكي.